# ジェリー・ルセナ
ジェリー・ルセナ（Jerry Lucena、1980年8月11日 - ）は、フィリピンとデンマークの元サッカー選手。元デンマークU-21代表、元デンマーク・リーグXI、元フィリピン代表。現役時代のポジションはDFあるいはDMF。

## クラブ歴
エスビャウfBのユースでサッカーを始めた。1999年にデンマーク・ファーストディビジョンに参戦するトップチームに昇格した。2001年には昇格しデンマーク・スーペルリーガに参戦した。2002-03シーズンでは33試合中32試合に出場し、リーグを5位で終え、UEFAカップ予選に参戦した。
2003年8月14日にはUEFAカップ2003-04予選でアンドラのFCサンタ・コロマと対戦、この試合に出場した彼はこの日、初のUEFAの大会を経験した。この試合の5-0の勝利と合わせて2戦合計で9-1のスコアとなり、第1ラウンドへと進出した。
2003-04シーズンではリーグ戦の33試合全てに出場しクラブの3位の成績に貢献した。2006年にはデンマーク・カップの決勝に進出したものの、ラナースFCに敗北し優勝とはならなかった。2007年にエスビャウfBを離れるまでに彼は合計245試合に出場した。
エスビャウfBを離れた彼はデンマークのクラブの中では最古の一つであるオーフスGFに加入した。オーフスGFではフルバックやミッドフィールダーとして主に起用された。2010年にオーフスGFはデンマーク・ファーストディビジョンに降格したものの彼は残留し、2010-11シーズンで同リーグを制覇し昇格に貢献した。
2012年6月には契約を解除し、再びエスビャウfBに移籍した。

## 代表歴
フィリピン人の父親とデンマーク人の母親の間に生まれた彼には、デンマーク、フィリピン両国で代表に出場する権利を持っていた。2001年にはデンマークU-21代表として試合に出場した。2006年にはデンマーク・リーグXIとしてリーグ選抜の代表戦に出場した。
2011年3月にはフィリピン代表となった。23日にAFCチャレンジカップ2012予選のパレスチナ代表戦にフィリピン代表として初出場した。この試合は0-0のスコアレスドローに終わったが、フィリピン代表は本大会への出場を決めた。10月11日にはネパール代表との親善試合に出場し、この試合は4-0でフィリピンが勝利した。
2012年11月には2012 AFFスズキカップに挑む代表の一員となった。グループステージを2勝1敗の2位で突破し、準決勝でシンガポール代表と対戦した。この大会で彼はグループステージのタイ代表に2-1で敗北した一戦と、ベトナム代表に0-1で勝利した一戦にディフェンダーとして出場、準決勝のシンガポール代表との2戦目ではミッドフィールダーとして出場した。

## 個人成績

### 代表
2015年9月3日現在
| #  | 日附          | 場所                                     | 対戦相手   | 得点 | 結果 | 大会                    |
| -- | ------------- | ---------------------------------------- | ---------- | ---- | ---- | ----------------------- |
| 1. | 2014年5月27日 | マレ・ガロル国立競技場                   | モルディブ | 2–1  | 3–2  | AFCチャレンジカップ2014 |
| 2. | 2015年9月3日  | マニラ・リサール・メモリアル・スタジアム | モルディブ | 2–0  | 2–0  | 親善試合                |

## タイトル

### クラブ
エスビャウfB
- デンマーク・カップ: 2013

### 代表
フィリピン
- フィリピンピースカップ: 2013
- AFCチャレンジカップ

準優勝: 2014